# Cirrospilus ovisugosus
Cirrospilus ovisugosus är en stekelart som beskrevs av Crosby och Matheson 1915. Cirrospilus ovisugosus ingår i släktet Cirrospilus och familjen finglanssteklar. Inga underarter finns listade i Catalogue of Life.